# Rājūneh Kārī
Rājūneh Kārī (persiska: Rejūneh Dān, Rājū Nekārī, راجونه کاری, راجو نکاری) är en ort i Iran.   Den ligger i provinsen Kohgiluyeh och Buyer Ahmad, i den centrala delen av landet, 600 km söder om huvudstaden Teheran. Rājūneh Kārī ligger 1 501 meter över havet och antalet invånare är 142.
Terrängen runt Rājūneh Kārī är varierad. Runt Rājūneh Kārī är det ganska glesbefolkat, med 24 invånare per kvadratkilometer. Närmaste större samhälle är Mūrderāz-e Rahbar, 19,7 km nordost om Rājūneh Kārī. Omgivningarna runt Rājūneh Kārī är i huvudsak ett öppet busklandskap.